# 7959 Alysecherri
7959 Alysecherri eller 1994 PK är en asteroid i huvudbältet som upptäcktes 2 augusti 1994 av den amerikanske astronomen Carl W. Hergenrother vid Catalina Station. Den är uppkallad efter upptäckarens fru, Alyse Cherri Hergenrother.
Den tillhör asteroidgruppen Hungaria.